# ハービー・ハンコック
ハービー・ハンコック（Herbie Hancock、1940年4月12日 - ）は、アメリカ合衆国イリノイ州シカゴ出身のジャズ・ピアニスト、シンセサイザー奏者、作曲家、編曲家、プロデューサーである。クロスオーバー、フュージョンなど多彩なジャンルで活動した。来日回数も多い。
1960年プロとしてデビュー。1963年から1968年まではマイルス・デイヴィス・クインテットのメンバーとして活躍。1970年代以降もジャズ・ファンクの『ヘッド・ハンターズ』、アコースティック・ジャズ人気を復活させたV.S.O.P.クインテットの諸作、ジャズ・ヒップホップのアルバム『フューチャー・ショック』など、ジャズの新しい時代を切り開く話題作を発表してきた。代表的な楽曲に「ウォーターメロン・マン」、「カンタロープ・アイランド」、「処女航海」、「ドルフィン・ダンス」など多くのジャズ・スタンダードの他、ヒップホップとのクロスオーバーを図った楽曲「ロックイット」もある。

## 略歴

### デビューまで
ハンコックは1940年4月12日にアメリカ合衆国イリノイ州シカゴで生まれ、7歳でピアノ・レッスンをはじめた。11歳のときにはシカゴ交響楽団と共演しクラシック音楽の世界に足を踏み入れている。ジャズの演奏をはじめたのは高校時代である。オスカー・ピーターソンやビル・エヴァンスに影響を受けたといわれている。グリネル大学では音楽と電気工学を専攻。卒業後は両親と同居し郵便配達の仕事をしながら、ニューヨークのクラブやスタジオ・シーンで名を馳せる。

### 1960年代：ブルーノートからのデビュー

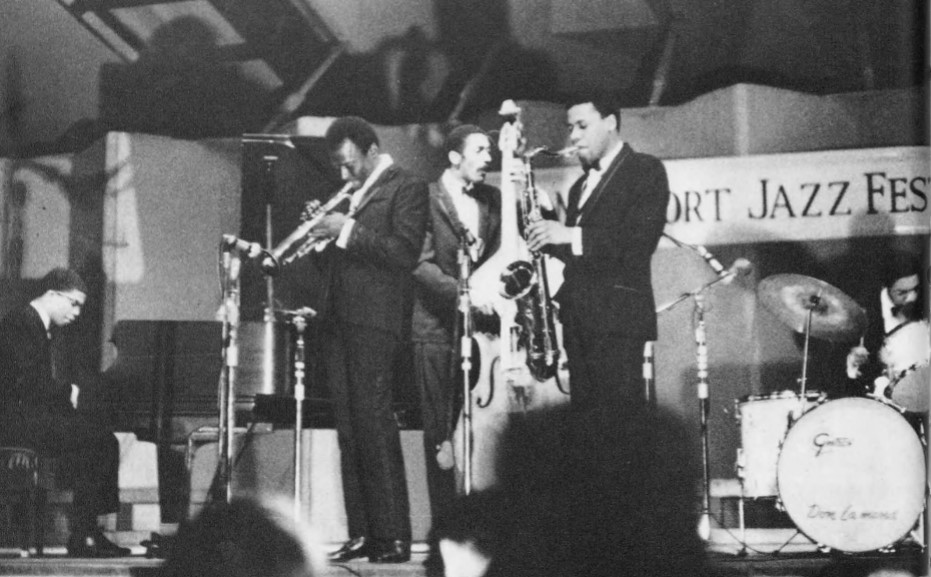
左からハービー・ハンコック、マイルス・デイヴィス、ロン・カーター、ウェイン・ショーター、トニー・ウィリアムス。1967年7月2日、ニューポート・ジャズ・フェスティバルにて。

コールマン・ホーキンスからの電話をきっかけとし、1960年にドナルド・バードのクインテットでプロとしてのスタートを切る。さらにドナルド・バードからブルーノート・レコードのアルフレッド・ライオンを紹介された。その後、2年間のセッションマンとして実績を重ね、21歳になった1962年にデクスター・ゴードンを迎えた作品『テイキン・オフ』でデビュー。この中に収録された「ウォーターメロン・マン」は1963年、モンゴ・サンタマリアによるカヴァーが全米10位の大ヒットとなり、この作品でハンコックは押しも押されもせぬブルーノート新主流派の中心アーティストにのし上がった。その後、エリック・ドルフィーのもとで活動し、映画『欲望』などのサウンドトラックを発表した。
1963年、マイルス・デイヴィスのグループに抜擢され、1968年頃まで在籍する。脱退後もマイルス・デイヴィスのセッションに随時参加し、マイルスのいくつかのアルバムにその足跡を残している。またこの頃、自己のアルバムとして彼の代表作『処女航海』（1965年）や『スピーク・ライク・ア・チャイルド』（1968年）を発表した。

### 1960年代末～1970年代：エレクトリック・サウンドの導入

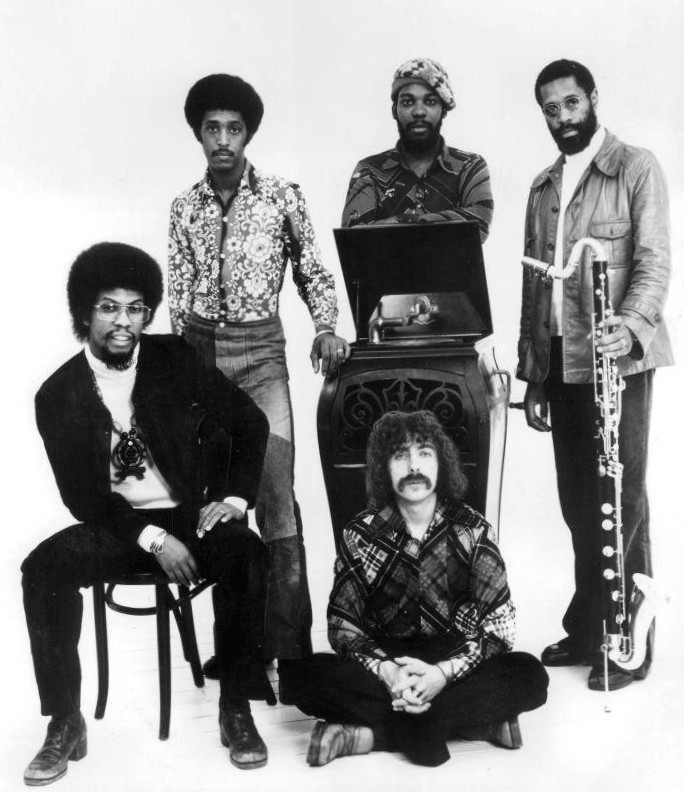
ザ・ヘッドハンターズ（1975年撮影）

1969年にはブルーノートを離れ、ワーナー・ブラザース・レコードに移籍。『ファット・アルバート・ロトゥンダ』（子供向けテレビ番組のサウンドトラック）では同時期のマイルスと同様に大胆にエレクトリック・サウンドを取り入れた。次作『エムワンディシ』では更にアフリカの民族音楽、ポリリズムに傾倒し、自らもスワヒリ語名でアルバム・タイトル同様の「ワンディシ」というニックネームを名乗る。
1972年グリネル大学より名誉博士（美術）の称号を授与されている。1973年に問題作『ヘッド・ハンターズ』を発表。
1974年には、チャールズ・ブロンソン主演『狼よさらば』の映画音楽を担当した。1975年6月25日にザ・ヘッドハンターズとして広島で公演。その後、原爆被爆者に捧げるとして滞在先の広島市内でピアノに向かって徹夜で作曲し、翌日、ピアノ・ソロ曲「平和の街のために（英語: For the City of Peace）」を広島市に寄贈した。
1976年には、元マイルス・グループのメンバー（ウェイン・ショーター、トニー・ウィリアムス、フレディ・ハバード、ロン・カーター）を集めて、モダン・ジャズのグループ、「V.S.O.P.クインテット」を結成し世界中をツアーした。

### 1980年代：ヒップホップの導入
1983年のアルバム『フューチャー・ショック』では、ヒップ・ホップを大胆に導入。「ロック・イット」「フューチャー・ショック」などの曲は、話題になった。DJスクラッチを取り入れたスタイルはクラブ・ミュージックの方向性を決定付けた。このアルバムはベーシスト兼プロデューサーであったビル・ラズウェルの実験的な音楽アイデアを元に製作された。またシングル・カットされたGrand Mixer D.STのスクラッチを取り入れた「ロックイット」が世界中で大ブレイク。翌年の『サウンド・システム』、1988年の『パーフェクト・マシーン』といったアルバムにもラズウェルが関わり、同じ作風の作品を発表している。これ以降の電気サウンド作品についても例に漏れず、不定期ではあるが作品を発表している。
1983年に初のグラミー賞となる「ベストR&Bインストゥルメンタルパフォーマンス」賞を受賞するなど、1980年代には3度グラミー賞を受賞（#グラミー受賞歴の節も参照）。1985年にはベーシストのロン・カーターと共演したサントリー・ホワイトのCMがテレビ放映され、話題となった。音楽監督を担当し自らも出演した映画『ラウンド・ミッドナイト』（1986年）では、アカデミー作曲賞を獲得している。

### 1990年代以降
1990年代には、現代のポピュラー・ソングを鮮烈なシャズ・ナンバーにしたアルバム『ザ・ニュー・スタンダード』（1996年）、アメリカが生んだ作曲家ジョージ・ガーシュウィンの生誕百周年を記念した『ガーシュウィン・ワールド』（1998年）などを発表。2001年にはマイルス・デイヴィス、ジョン・コルトレーンの生誕75周年を記念してマイケル・ブレッカー、ロイ・ハーグローヴと「ディレクションズ・イン・ミュージック」というスペシャル・プログラム（全米ツアー）を行い、トロント公演のライブ録音は2002年にライブ・アルバム『ディレクションズ・イン・ミュージック〜マイルス&コルトレーン・トリビュート』として発売された。
2003年からアジア最大級のジャズイベント「東京JAZZ」の総合プロデュースを担当。2004年にNEAジャズ・マスターズを受賞。
2008年の第50回グラミー賞においては『リヴァー〜ジョニ・ミッチェルへのオマージュ』が同賞の主要4部門の一つである、最優秀アルバム賞を受賞している。ジャズ・ミュージシャンの総合部門における最優秀アルバム賞受賞は1964年のスタン・ゲッツ&ジョアン・ジルベルトの『ゲッツ/ジルベルト』以来43年ぶりである。その他、1990年代にはのべ5回、2000年代にはのべ4回、2010年代にはのべ2回、1983年の初受賞から通算14回、グラミー賞を受賞している（#グラミー受賞歴の節も参照）。
2011年にユネスコ親善大使に就任。2014年には、名門ハーバード大学の2014年チャールズ・エリオット・ノートン詩学講義の特別教授（英語: Charles Eliot Norton Professor of Poetry）として連続講義を行った。2017年には俳優として映画『ヴァレリアン 千の惑星の救世主』に出演している。

## 人物と思想
創価学会インタナショナル（SGI）の会員である。盟友ウェイン・ショーターもSGIの会員だった。2007年に亡くなったマイケル・ブレッカーは死の6か月前にSGIに入信し、ハンコックは彼の追悼式に参列した。

## グラミー受賞歴
- 第26回グラミー賞（1983年分） 最優秀R&B・インストゥルメンタル・パフォーマンス/「Rockit」（『フューチャー・ショック』所収）
- 第27回グラミー賞（1984年分） 最優秀R&B・インストゥルメンタル・パフォーマンス/「Sound System」（『サウンド・システム』所収）
- 第30回グラミー賞（1987年分） 最優秀インストゥルメンタル編曲/「Call Sheet Blues」（デクスター・ゴードン『ジ・アザー・サイド・オブ・ラウンド・ミッドナイト』所収）
- 第37回グラミー賞（1994年分） 最優秀ジャズ・インストゥルメンタル・パフォーマンス（個人またはグループ）/『マイルス・デイヴィス・トリビュート』
- 第39回グラミー賞（1996年分） 最優秀インストゥルメンタル作曲/「Manhattan」（『ザ・ニュー・スタンダード』所収）
- 第41回グラミー賞（1998年分） 最優秀インストゥルメンタル編曲/「St. Louis Blues」（『ガーシュウィン・ワールド』所収）
- 第41回グラミー賞（1998年分） 最優秀ジャズ・インストゥルメンタル・パフォーマンス（個人またはグループ）/『ガーシュウィン・ワールド』
- 第45回グラミー賞（2002年分） 最優秀ジャズ・インストゥルメンタル・アルバム（個人またはグループ）/『ディレクションズ・イン・ミュージック〜マイルス&コルトレーン・トリビュート』
- 第45回グラミー賞（2002年分） 最優秀ジャズ・インストゥルメンタル・ソロ/「My Ship」（『ディレクションズ・イン・ミュージック〜マイルス&コルトレーン・トリビュート』所収）
- 第50回グラミー賞（2007年分） 年間最優秀アルバム/『リヴァー〜ジョニ・ミッチェルへのオマージュ』
- 第50回グラミー賞（2007年分） 最優秀コンテンポラリージャズ・アルバム/『リヴァー〜ジョニ・ミッチェルへのオマージュ』
- 第53回グラミー賞（2010年分） 最優秀ポップ・コラボレーション・ウィズ・ボーカルズ/「Imagine」（『イマジン・プロジェクト』所収）
- 第53回グラミー賞（2010年分） 最優秀インプロヴァイズド・ジャズ・ソロ/「A Change is Gonna Come」（『イマジン・プロジェクト』所収）

## ディスコグラフィ

### リーダー作品
- 『テイキン・オフ』 - Takin' Off (Blue Note) 1962年
- 『マイ・ポイント・オブ・ヴュー』 - My Point of View (Blue Note) 1963年
- 『インヴェンションズ&ディメンションズ』 - Inventions & Dimensions（1963年録音） (Blue Note) 1964年
- 『エンピリアン・アイルズ』 - Empyrean Isles (Blue Note) 1964年
- 『処女航海』 - Maiden Voyage (Blue Note) 1965年
- 『欲望』 - Blow Up (MGM) 1966年（サウンドトラック：ヤードバーズの「Stroll On」も所収）
- 『スピーク・ライク・ア・チャイルド』 - Speak Like a Child (Blue Note) 1968年
- 『ザ・プリズナー』 - The Prisoner (Blue Note) 1969年
- 『ファット・アルバート・ロトゥンダ』 - Fat Albert Rotunda (Warner Bros.) 1969年
- 『エムワンディシ』 - Mwandishi（1971年1月録音）(Warner Bros.) 1971年
- 『クロッシングス』 - Crossings (Warner Bros.) 1972年
- 『セクスタント』 - Sextant (Columbia) 1972年
- 『ヘッド・ハンターズ』 - Head Hunters (Columbia) 1973年
- The Spook Who Sat by the Door (UA) 1973年（サウンドトラック）
- 『スラスト (突撃)』 - Thrust (Columbia) 1974年
- 『デディケーション』 - Dedication (CBS/Sony) 1974年
- 『デス・ウィッシュ』 - Death Wish (Soundtrack) (Columbia) 1974年『狼よさらば』（サウンドトラック）
- 『マン・チャイルド』 - Man-Child (Columbia) 1975年
- 『洪水：ライヴ・イン・ジャパン'75』 - Flood (CBS/Sony) 1975年
- 『シークレッツ』 - Secrets (Columbia) 1976年
- 『ニューポートの追想』 - VSOP（1976年録音）(Columbia) 1977年（ライヴ）
- 『ハービー・ハンコック・トリオ'77』 - The Herbie Hancock Trio（1977年7月録音）(Columbia) 1977年
- 『VSOPクインテット：ライブ・イン・USA』 - VSOP: The Quintet（1977年7月録音）(Columbia) 1977年（ライヴ）
- 『ライヴ・イン・ジャパン：熱狂のコロシアム』 - VSOP: Tempest at the Colosseum（1977年7月録音）(日本CBS/Sony) 1977年（「田園コロシアム」における「ライブ・アンダー・ザ・スカイ」）
- 『サンライト』 - Sunlight（1977年録音）(CBS/Sony) 1978年
- チック・コリアと共同名義, 『イン・コンサート』 - An Evening with Herbie Hancock & Chick Corea: In Concert（1978年2月録音）(Columbia) 1978年（ライヴ）
  - チック・コリアと共同名義, 『イン・コンサート (デュオ・ライヴ)』 - CoreaHancock（1978年2月録音）(Polydor) 1979年（ライヴ）
- 『フィーツ』 - Feets, Don't Fail Me Now（1978年録音）(Columbia) 1979年
- 『ダイレクトステップ』 - Directstep（1978年10月17日、18日録音）(日本CBS/Sony) 1979年（「ソニー・ミュージックスタジオ」において録音）
  - 『ザ・ピアノ』 - The Piano（1978年10月25日、26日録音）(日本CBS/Sony) 1979年（「ソニー・ミュージックスタジオ」において録音）
- 『ライヴ・アンダー・ザ・スカイ伝説』 - VSOP: Live Under the Sky（1979年7月26日、27日録音）(日本CBS/Sony) 1979年（「田園コロシアム」における「ライブ・アンダー・ザ・スカイ」）
  - 『ファイヴ・スター』 - VSOP: Five Stars（1979年7月29日録音）(日本CBS/Sony) 1979年（「ソニー・ミュージックスタジオ」において録音）
- 『モンスター』 - Monster（1979年11月～1980年録音）(Columbia) 1980年
- 『MR.ハンズ』 - Mr. Hands（1980年録音） (Columbia) 1980年
- 『マジック・ウィンドウズ』 - Magic Windows (Columbia) 1981年
- 『ハービー・ハンコック・トリオ WITH ロン・カーター＋トニー・ウイリアムス』（1981年7月27日録音）(日本CBS/Sony) 1982年。（「ソニー・ミュージック信濃町スタジオ」において録音。日本発売。）
のち（改題）『ハービー・ハンコック・トリオ '81』 - Herbie Hancock Trio (Sony) 1992年。
  - 『カルテット』 - Quartet（1981年7月28日録音）(CBS/Sony) 1983年（「[ソニー・ミュージック信濃町スタジオ」において録音。ウィントン・マルサリスが参加）
- 『ライト・ミー・アップ』 - Lite Me Up（1982年録音）(Columbia) 1982年
- 『フューチャー・ショック』 - Future Shock（1983年録音）(Columbia) 1983年（#1."Rockit"が第26回グラミー賞（最優秀R&Bインストゥルメンタル・パフォーマンス）受賞）
- 『サウンド・システム』 - Sound-System（1983年10月～12月録音）(Columbia) 1984年（#6."Sound System"が第27回グラミー賞（最優秀R&Bインストゥルメンタル・パフォーマンス）受賞）
- 『ビレッジ・ライフ』 - Village Life（1984年8月録音）(Columbia) 1985年
- 『ラウンド・ミッドナイト』 - Round Midnight (Columbia) 1986年（サウンドトラック）
- フォディ・ムサ・スソ（英語版）らと共同名義, 『ジャズ・アフリカ』 - Jazz Africa（1986年12月録音）(NEC Avenue) 1987年（ライヴ）
- 『パーフェクト・マシーン』 - Perfect Machine（1988年録音）(Columbia) 1988年
- ウェイン・ショーター、マーカス・ミラーらと共同名義, 『マイルス・デイヴィス・トリビュート』 - A Tribute to Miles Davis（1992年9月、1994年録音）(Qwest/Warner Bros.) 1994年（第37回グラミー賞（最優秀ジャズ・インストゥルメンタル・アルバム（個人またはグループ）））
- 『ディス・イズ・ダ・ドラム』 - Dis Is Da Drum（1993年、1994年録音）(Verve/Mercury) 1994年
- 『ザ・ニュー・スタンダード』 - The New Standard（1995年録音）(Verve) 1996年（#10."Manhattan (Island of Lights and Love)"が第39回グラミー賞（最優秀インストゥルメンタル作曲賞）受賞）
- ウェイン・ショーターと共同名義, 『1+1』 - 1 & 1 (Verve) 1997年（第40回グラミー賞（最優秀インストゥルメンタル作曲受賞曲ウェイン・ショーター作曲 #.2"Aung San Suu Kyi" 所収）
- 『ガーシュウィン・ワールド』 - Gershwin's World (Verve) 1998年（第41回グラミー賞（最優秀ジャズ・インストゥルメンタル・パフォーマンス（個人またはグループ）））
- 『FUTURE 2 FUTURE』 - Future 2 Future (Transparent) 2001年
- マイケル・ブレッカー、ロイ・ハーグローヴと共同名義, 『ディレクションズ・イン・ミュージック〜マイルス&コルトレーン・トリビュート』  - Directions in Music: Live at Massey Hall (Verve) 2002年（第45回グラミー賞（最優秀ジャズ・インストゥルメンタル・アルバム（個人またはグループ）））
- Jazz Masters: Herbie Hancock (Digital Musicworks International) 2004年
- 『ポシビリティーズ』 - Possibilities  (Concord/Hear Music) 2005年
- 『リヴァー〜ジョニ・ミッチェルへのオマージュ』 - River: The Joni Letters (Verve) 2007年（第50回グラミー賞（年間最優秀アルバム、最優秀コンテンポラリージャズ・アルバム））
- 『イマジン・プロジェクト』 - The Imagine Project (Hancock) 2010年（#1."Imagine"が第53回グラミー賞（最優秀ポップ・コラボレーション・ウィズ・ボーカルズ）受賞 、#9."A Change is Gonna Come" が同（最優秀インプロヴァイズド・ジャズ・ソロ）受賞）

### 主なセッション参加作品

#### ドナルド・バード
- 『ロイヤル・フラッシュ』 - Royal Flush（1961年9月21日録音）(Blue Note) 1962年
- 『ア・ニュー・パースペクティヴ』 - A New Perspective（1963年1月12日録音）(Blue Note) 1964年
- 『アップ・ウィズ・ドナルド・バード』 - Up with Donald Byrd（1964年11月-12月録音）(Verve) 1965年
- 『アイム・トライン・トゥ・ゲット・ホーム』 - I'm Tryin' to Get Home（1964年12月17日-18日録音）(Blue Note) 1965年
- 『フリー・フォーム』 - Free Form（1961年12月11日録音）(Blue Note) 1966年
- 『チャント』 - Chant（1961年4月17日録音）(Blue Note) 1979年

#### マイルス・デイヴィス
全作ともコロムビア・レコードからのリリース。
- 『セヴン・ステップス・トゥ・ヘヴン』 - Seven Steps to Heaven (1963年)
- 『マイルス・デイヴィス・イン・ヨーロッパ』 - Miles Davis in Europe (1963年)
- 『マイ・ファニー・ヴァレンタイン』 - My Funny Valentine (1964年)
- 『フォア&モア』 - Four & More (1964年)
- 『マイルス・イン・ベルリン』 - Miles in Berlin (1964年)
- 『E.S.P.』 - E.S.P. (1965年)
- 『ライヴ・アット・ザ・プラグド・ニッケル』 - Live at the Plugged Nickel (1965年)
- 『マイルス・スマイルズ』 Miles Smiles (1967年) ※1966年録音
- 『ソーサラー』 - Sorcerer (1967年)
- 『ネフェルティティ』 - Nefertiti (1967年)
- 『マイルス・イン・ザ・スカイ』 - Miles in the Sky (1968年)
- 『キリマンジャロの娘』 - Filles De Kilimanjaro (1968年)
- 『マイルス・イン・トーキョー』 - Miles in Tokyo (1969年) ※1964年録音
- 『イン・ア・サイレント・ウェイ』 - In a Silent Way (1969年)
- 『ジャック・ジョンソン』 - Jack Johnson (1971年)
- 『オン・ザ・コーナー』 - On the Corner (1972年)

#### その他
- フレディ・ハバード : 『ハブ・トーンズ』 - Hub-Tones（1962年10月録音）(Blue Note) 1963年
- グラント・グリーン : 『ゴーイン・ウェスト』 - Goin' West（1962年11月録音）(Blue Note) 1969年
- グラント・グリーン : 『フィーリン・ザ・スピリット』 - Feelin' the Spirit（1962年12月録音）(Blue Note) 1963年
- エリック・ドルフィー : 『伝説のイリノイ・コンサート』 - The Illinois Concert（1963年3月録音）(Blue Note) 1999年
- リー・モーガン : 『サーチ・フォー・ザ・ニュー・ランド』 - Search for the New Land（1964年2月録音）(Blue Note) 1966年
- ウェス・モンゴメリー : 『ア・デイ・イン・ザ・ライフ』 - A Day in the Life (A&M) 1967年
- ジョージ・ベンソン : 『アビイ・ロード』 - The Other Side of Abbey Road (A&M) 1970年
- ジョージ・ベンソン : 『ホワイト・ラビット』 - White Rabbit (CTI) 1972年
- クインシー・ジョーンズ : 『ボディ・ヒート』 -  Body Heat (A&M) 1974年
- ジャコ・パストリアス : 『ジャコ・パストリアスの肖像』 - Jaco Pastorius (Epic) 1976年
- スティーヴィー・ワンダー : 『キー・オブ・ライフ』 - Songs in the Key Of Life (Motown) 1976年
- 笠井紀美子と共同名義 : 『バタフライ』 - Butterfly （1979年10月録音）(CBS/Sony) 1979年
- ジョニ・ミッチェル : 『ミンガス』 - Mingus (Asylum) 1979年
- カルロス・サンタナ : 『スイング・オブ・デライト』 - The Swing of Delight (Columbia) 1980年
- ジャコ・パストリアス : 『ワード・オブ・マウス』 - Word of Mouth (Warner Bros.) 1981年
- ミック・ジャガー : 『シーズ・ザ・ボス』 - She's the Boss (Columbia) 1985年
- スライ&ロビー : 『ランゲージ・バリアー』 - Language Barrier (Island) 1985年
- マイケル・ブレッカー : 『ドント・トライ・ジス・アット・ホーム』 - Don't Try This at Home (Impulse!) 1988年
- クインシー・ジョーンズ : 『バック・オン・ザ・ブロック』 - Back on the Block (Qwest) 1989年
- アンディ・サマーズ : 『チャーミング・スネークス』 -	Charming Snakes (Private Music) 1990年
- アル・ディ・メオラ : 『インフィニット・デザイア』 - The Infinite Desire (Telarc) 1998年
- マイケル・ブレッカー : 『ニアネス・オブ・ユー:ザ・バラード・ブック』 - Nearness Of You: The Ballad Book（2000年12月録音）(Verve) 2001年
- マーカス・ミラー : 『M²〜パワー・アンド・グレイス』 - M² (Telarc) 2001年
- ジョニ・ミッチェル : 『トラヴェローグ』 - Travelogue (Nonesuch) 2002年
- ポール・サイモン : 『サプライズ』 - Surprise (Warner Bros.) 2006年
- マイケル・ブレッカー : 『聖地への旅』 - Pilgrimage（2006年録音）(Heads Up) 2007年
- フライング・ロータス : You're Dead! (Warp) 2014年

## 著作
- 川嶋文丸 訳『ハービー・ハンコック自伝 新しいジャズの可能性を追う旅』DU BOOKS、2015年。ISBN 4907583338。